# Walter Heitler
Walter Heitler (Karlsruhe, 1904. január 2. – Svájc, Zollikon, 1981. november 15.) német fizikus.

## Életpálya
Felsőfokú tanulmányait Berlinben és Münchenben végezte. Professzorai Arnold Sommerfeld és Karl Herzfeld voltak. Doktorátusa után több intézetben is ösztöndíjas, 1929-ben Göttingenben, Max Born mellett habilitált és itt is dolgozott 1933-ig. 1941-ig a bristoli egyetemen folytatott tudományos munkát. Zsidó vallása miatt néhány hónapra internálták, mint ellenséges ország polgárát. Elhagyva Németországot 1941-től 1949-ig  a dublini Institute for Advanced Physics-ben dolgozott, 1946-tól, mint az intézet igazgatója. 1949-től 1974-ig a zürichi egyetem professzora és fizikai intézetének igazgatója volt.

### Tudományos munka
Első munkája mennyiségkémiában volt: a sugárzás mennyiségelve, mezonelmélet, és kozmikus sugarak. Legfontosabb eredményeit a hullámmechanika, a kémiai kötések elmélete, a kvantum-elektrodinamika területén érte el.

## Írásai
Több, fontos alapvető kézikönyv szerzője volt. Könyvei több kiadásban, több nyelvterületen jelentek meg.

### Főbb művei
- A kémiai kötés elmélete, Oxford, 1927.
- Quantity Theory sugárzás, Oxford, 1936.
- Elemi hullámmechanika, Oxford, 1945.

## Szakmai elismerés
Nevét viseli a Bethe-Heitler elmélet. 1948-tól az angol királyi Akadémia tagja volt.
Több díj kitüntetettje.